# Велика Британія на зимових Олімпійських іграх 1992
Велика Британія брала участь у Зимових Олімпійських іграх 1992 року в Альбертвілі (Франція) ушістнадцяте, але не завоювала жодної медалі. Збірну країни представляли 49 спортсменів (39 чоловіків та 10 жінок).

## Результати

### Гірськолижний спорт
Чоловіки
| Спортсмен          | Дисципліна         | Спуск 1 | Спуск 2 | Всього  | Всього |
| Спортсмен          | Дисципліна         | Час     | Час     | Час     | Місце  |
| ------------------ | ------------------ | ------- | ------- | ------- | ------ |
| Ґрегем Белл        | Швидкісний спуск   |         |         | 1:55.82 | 33     |
| Борис Дункан       | Швидкісний спуск   |         |         | 1:54.95 | 31     |
| Мартін Белл        | Швидкісний спуск   |         |         | 1:54.83 | 29     |
| Ґрегем Белл        | Super-G            |         |         | 1:20.87 | 53     |
| Мартін Белл        | Super-G            |         |         | 1:19.74 | 50     |
| Ґевін Форсит       | Super-G            |         |         | 1:17.91 | 44     |
| Борис Дункан       | Super-G            |         |         | 1:17.76 | 40     |
| Шон Ленґмер        | Гігантський слалом | 1:13.72 | DNF     | DNF     | —      |
| Ґевін Форсит       | Гігантський слалом | 1:13.51 | 1:10.72 | 2:24.23 | 43     |
| Біл Ґейлорд        | Гігантський слалом | 1:12.04 | 1:08.62 | 2:20.66 | 40     |
| Кристофер Блейґден | Слалом             | DNF     | —       | DNF     | —      |
| Стефен Едвардс     | Слалом             | DNF     | —       | DNF     | —      |
| Біл Ґейлорд        | Слалом             | 58.88   | DNF     | DNF     | —      |
| Шон Ленґмер        | Слалом             | 58.04   | 57.69   | 1:55.73 | 34     |

Суперкомбінація
| Спортсмен    | Швидкісний спуск | Слалом | Слалом  | Всього | Всього |
| Спортсмен    | Час              | Час 1  | Час 2   | Очки   | Місце  |
| ------------ | ---------------- | ------ | ------- | ------ | ------ |
| Борис Дункан | DNF              | —      | —       | DNF    | —      |
| Шон Ленґмер  | 1:54.61          | 53.55  | 55.30   | 142.32 | 28     |
| Ґрегем Белл  | 1:48.08          | 59.59  | 59.59   | 134.03 | 27     |
| Мартін Белл  | 1:47.48          | 57.24  | 1:00.86 | 121.83 | 25     |

Жінки
| Спортсмен            | Дисципліна         | Спуск 1 | Спуск 2 | Всього  | Всього |
| Спортсмен            | Дисципліна         | Час     | Час     | Час     | Місце  |
| -------------------- | ------------------ | ------- | ------- | ------- | ------ |
| Деббі Претт          | Super-G            |         |         | DNF     | —      |
| Валері Скотт         | Super-G            |         |         | 1:29.74 | 36     |
| Деббі Претт          | Гігантський слалом | DNF     | —       | DNF     | —      |
| Емма Каррік-Андерсон | Гігантський слалом | 1:10.97 | 1:10.79 | 2:21.76 | 22     |
| Валері Скотт         | Слалом             | 53.15   | DNF     | DNF     | —      |
| Емма Каррік-Андерсон | Слалом             | 50.91   | 46.67   | 1:37.58 | 19     |
| Клейрі де Пурталес   | Слалом             | 50.60   | DNF     | DNF     | —      |

Суперкомбінація
| Спортсмен            | Швидкісний спуск | Слалом | Слалом | Всього | Всього |
| Спортсмен            | Час              | Час 1  | Час 2  | Очки   | Місце  |
| -------------------- | ---------------- | ------ | ------ | ------ | ------ |
| Валері Скотт         | 1:34.57          | 36.73  | DNF    | DNF    | —      |
| Емма Каррік-Андерсон | 1:32.79          | 36.00  | 35.84  | 107.61 | 17     |
| Клейрі де Пурталес   | 1:32.52          | DNF    | —      | DNF    | —      |

### Біатлон
Чоловіки
| Дисципліна   | Спортсмен       | Промахи 1 | Час     | Місце |
| ------------ | --------------- | --------- | ------- | ----- |
| 10 км Спринт | Джейсон Склінер | 2         | 30:52.8 | 80    |
| 10 км Спринт | Іан Вудс        | 5         | 30:11.8 | 72    |
| 10 км Спринт | Майк Діксон     | 2         | 29:19.4 | 60    |
| 10 км Спринт | Кеннет Рудд     | 1         | 29:11.1 | 58    |

| Дисципліна | Спортсмен       | Час       | Промахи | Штрафний час 2 | Місце |
| ---------- | --------------- | --------- | ------- | -------------- | ----- |
| 20 км      | Пол Раян        | 1'03:38.8 | 4       | 1'07:38.8      | 76    |
| 20 км      | Джейсон Склінер | 1'01:28.9 | 4       | 1'05:28.9      | 67    |
| 20 км      | Кеннет Рудд     | 1'00:09.1 | 5       | 1'05:09.1      | 65    |
| 20 км      | Майк Діксон     | 59:20.2   | 0       | 59:20.2        | 12    |

Чоловіча естафета 4 x 7,5 км
| Спортсмени                                | Промахи 1 | Час       | Місце |
| ----------------------------------------- | --------- | --------- | ----- |
| Майк Діксон Пол Раян Кеннет Рудд Іан Вудс | 2         | 1'34:10.5 | 18    |

1За промах спортсмен повинен був пробігти на лижах 150 метрів штрафного кола. 

2Одна хвилина додана за промах.

### Бобслей
| Сани  | Спортсмени               | Дисципліна | Заїзд 1 | Заїзд 1 | Заїзд 2 | Заїзд 2 | Заїзд 3 | Заїзд 3 | Заїзд 4 | Заїзд 4 | Всього  | Всього |
| Сани  | Спортсмени               | Дисципліна | Час     | Місце   | Час     | Місце   | Час     | Місце   | Час     | Місце   | Час     | Місце  |
| ----- | ------------------------ | ---------- | ------- | ------- | ------- | ------- | ------- | ------- | ------- | ------- | ------- | ------ |
| GBR-1 | Марк Тут Ленні Пол       | Двійки     | 1:00.10 | 1       | 1:01.10 | 8       | 1:01.44 | 9       | 1:01.23 | 5       | 4:03.87 | 6      |
| GBR-2 | Нік Фіппс Джордж Фаррелл | Двійки     | 1:00.49 | 9       | 1:01.43 | 14      | 1:01.69 | 15      | 1:01.78 | 17      | 4:05.39 | 13     |

| Сани  | Спортсмени                                           | Дисципліна | Заїзд 1 | Заїзд 1 | Заїзд 2 | Заїзд 2 | Заїзд 3 | Заїзд 3 | Заїзд 4 | Заїзд 4 | Всього  | Всього |
| Сани  | Спортсмени                                           | Дисципліна | Час     | Місце   | Час     | Місце   | Час     | Місце   | Час     | Місце   | Час     | Місце  |
| ----- | ---------------------------------------------------- | ---------- | ------- | ------- | ------- | ------- | ------- | ------- | ------- | ------- | ------- | ------ |
| GBR-1 | Марк Тут Джордж Фаррелл Пол Філд Ленні Пол           | Четвірки   | 58.49   | 8       | 58.87   | 12      | 58.73   | 9       | 58.80   | 5       | 3:54.89 | 7      |
| GBR-2 | Нік Фіппс Едд Горлер Колін Реттінген Девід Армстронг | Четвірки   | 58.86   | 15      | 58.83   | 8       | 59.29   | 16      | 58.93   | 11      | 3:55.91 | 13     |

### Лижні перегони
Чоловіки
| Дисципліна                    | Спортсмен     | Час       | Місце |
| ----------------------------- | ------------- | --------- | ----- |
| 10 км C                       | Марк Кросдейл | 36:13.0   | 90    |
| 10 км C                       | Ґленн Скотт   | 32:20.8   | 65    |
| 10 км C                       | Дейв Белам    | 32:08.9   | 61    |
| 10 км C                       | Джон Рід      | 31:32.7   | 47    |
| 15 км гонка переслідування1 F | Ґленн Скотт   | DNF       | —     |
| 15 км гонка переслідування1 F | Марк Кросдейл | 52:36.8   | 74    |
| 15 км гонка переслідування1 F | Джон Рід      | 46:52.4   | 64    |
| 15 км гонка переслідування1 F | Дейв Белам    | 46:11.0   | 57    |
| 30 км C                       | Ґленн Скотт   | 1'36:06.0 | 66    |
| 30 км C                       | Джон Рід      | 1'34:37.5 | 62    |
| 30 км C                       | Дейв Белам    | 1'33:15.6 | 56    |
| 50 км F                       | Марк Кросдейл | DNF       | —     |
| 50 км F                       | Ґленн Скотт   | 2'31:40.6 | 63    |
| 50 км F                       | Дейв Белам    | 2'24:54.3 | 53    |

1 Затримка на старті визначалася за результатами перегонів на 10 км. 

C = класичний стиль, F = вільний стиль

### Фігурне катання
Чоловіки
| Спортсмен     | SP | FS | TFP  | Місце |
| ------------- | -- | -- | ---- | ----- |
| Стівен Кусінс | 12 | 12 | 18.0 | 12    |

Жінки
| Спортсмен       | SP | FS | TFP  | Місце |
| --------------- | -- | -- | ---- | ----- |
| Сюзанн Оттерсон | 20 | 22 | 32.0 | 22    |
| Джоанн Конвей   | 17 | 18 | 26.5 | 18    |

Пари
| Спортсмени                     | SP | FS | TFP  | Місце |
| ------------------------------ | -- | -- | ---- | ----- |
| Катрін Прітчард Джейсон Бріґґс | 17 | 17 | 25.5 | 17    |

Танці на льоду
| Спортсмени              | CD1 | CD2 | OD | FD | TFP  | Місце |
| ----------------------- | --- | --- | -- | -- | ---- | ----- |
| Мелані Брюс Ендрю Плейс | 16  | 16  | 16 | 17 | 33.0 | 17    |

### Фристайл
Чоловіки
| Спортсмен     | Дисципліна | Кваліфікація | Кваліфікація | Кваліфікація | Фінал           | Фінал           | Фінал           |
| Спортсмен     | Дисципліна | Час          | Очки         | Місце        | Час             | Очки            | Місце           |
| ------------- | ---------- | ------------ | ------------ | ------------ | --------------- | --------------- | --------------- |
| Саймон Бейнс  | Moguls     | 42.41        | 7.86         | 44           | Не пройшов далі | Не пройшов далі | Не пройшов далі |
| Майкл Лібрейч | Moguls     | 35.32        | 17.84        | 32           | Не пройшов далі | Не пройшов далі | Не пройшов далі |
| Нейл Мунро    | Moguls     | 37.78        | 19.82        | 26           | Не пройшов далі | Не пройшов далі | Не пройшов далі |
| Г'ю Гатчисон  | Moguls     | 38.32        | 19.84        | 25           | Не пройшов далі | Не пройшов далі | Не пройшов далі |

Жінки
| Спортсмен    | Дисципліна | Кваліфікація | Кваліфікація | Кваліфікація | Фінал           | Фінал           | Фінал           |
| Спортсмен    | Дисципліна | Час          | Очки         | Місце        | Час             | Очки            | Місце           |
| ------------ | ---------- | ------------ | ------------ | ------------ | --------------- | --------------- | --------------- |
| Джиллі Каррі | Могул      | 44.97        | 16.86        | 15           | Не пройшла далі | Не пройшла далі | Не пройшла далі |

### Санний спорт
Чоловіки
| Спортсмен   | Заїзд 1 | Заїзд 1 | Заїзд 2 | Заїзд 2 | Заїзд 3 | Заїзд 3 | Заїзд 4 | Заїзд 4 | Всього   | Всього |
| Спортсмен   | Час     | Місце   | Час     | Місце   | Час     | Місце   | Час     | Місце   | Час      | Місце  |
| ----------- | ------- | ------- | ------- | ------- | ------- | ------- | ------- | ------- | -------- | ------ |
| Ієн Вайтгед | 46.814  | 26      | 47.121  | 27      | 47.613  | 27      | 47.356  | 25      | 3:08.904 | 27     |
| Нік Оветт   | 46.517  | 22      | 46.456  | 22      | 47.256  | 24      | 47.173  | 23      | 3:07.403 | 23     |

### Шорт-трек
Чоловіки
| Спортсмен                                           | Дисципліна      | Round one | Round one | Чвертьфінали    | Чвертьфінали    | Півфінали       | Півфінали       | Фінали          | Фінали          |
| Спортсмен                                           | Дисципліна      | Час       | Місце     | Час             | Місце           | Час             | Місце           | Час             | Остаточне місце |
| --------------------------------------------------- | --------------- | --------- | --------- | --------------- | --------------- | --------------- | --------------- | --------------- | --------------- |
| Нікі Ґуч                                            | 1000 м          | 2:24.43   | 4         | Не пройшов далі | Не пройшов далі | Не пройшов далі | Не пройшов далі | Не пройшов далі | Не пройшов далі |
| Метт Джаспер                                        | 1000 м          | 1:36.82   | 1 Q       | 1:34.69         | 3               | Не пройшов далі | Не пройшов далі | Не пройшов далі | Не пройшов далі |
| Вайлф О'Рейлі                                       | 1000 м          | 1:37.79   | 1 Q       | 1:33.62         | 1 Q             | 2:05.04         | 4 QB            | 1:36.24         | 5               |
| Нікі Ґуч Стюарт Горсепул Метт Джаспер Вайлф О'Рейлі | Естафета 5000 м |           |           | 7:27.87         | 1 Q             | 7:29.40         | 3 QB            | 7:29.46         | 6               |

Жінки
| Спортсмен    | Дисципліна | Round one | Round one | Чвертьфінали    | Чвертьфінали    | Півфінали       | Півфінали       | Фінали          | Фінали          |
| Спортсмен    | Дисципліна | Час       | Місце     | Час             | Місце           | Час             | Місце           | Час             | Остаточне місце |
| ------------ | ---------- | --------- | --------- | --------------- | --------------- | --------------- | --------------- | --------------- | --------------- |
| Деббі Палмер | 500 м      | 52.24     | 4         | Не пройшла далі | Не пройшла далі | Не пройшла далі | Не пройшла далі | Не пройшла далі | Не пройшла далі |

### Ковзанярський спорт
Чоловіки
| Дисципліна | Спортсмен       | Час     | Місце |
| ---------- | --------------- | ------- | ----- |
| 1000 м     | Крейґ Макніколл | 1:17.95 | 33    |
| 1500 м     | Крейґ Макніколл | 2:02.06 | 37    |